# Crystal Kewe
Crystal Kewe es una ingeniera de software afincada en Papúa Nueva Guinea que cofundó la empresa tecnológica Crysan con su padre cuando tenía 15 años, lo que la convierte en una de las directoras generales más jóvenes del mundo de una empresa de desarrollo de software. Desde su fundación en 2014, la empresa de Kewe se ha expandido hasta incluir un equipo de más de 20 empleados, algunos de los cuales están basados en el sudeste asiático, Europa y Sudamérica, y se ha asociado con el gobierno de Papúa Nueva Guinea en iniciativas de educación, así como en la construcción de una plataforma diseñada para proporcionar transparencia en torno a la financiación pública del desarrollo.

## Educación
Kewe asistió a la Paradise High School de Papúa Nueva Guinea hasta el décimo curso,  después de lo cual dejó de ir a la escuela y aprendió por sí misma a programar ordenadores.

## Reto de la aplicación Apec
Kewe y su padre ganaron el primer premio en el hackathon de 24 horas que es una asociación entre Apec, The Asia Foundation y Google. El reto consistía en "crear una aplicación que ayudara a los artesanos y empresarios de bilum en Papúa Nueva Guinea", ya que los fabricantes de bilum suelen enfrentarse a difíciles obstáculos para vender su artesanía.  El equipo ganó por la concepción y el desarrollo de una aplicación llamada Biluminous, que es una plataforma de comercio electrónico que presenta a los artesanos de bilum y destaca su proceso, al tiempo que los conecta directamente con los clientes, y es uno de los primeros proveedores de pago por móvil en Papúa Nueva Guinea.

## Premios
- Premio a la prosperidad digital de la APEC 2018[9]
- Premio del Congreso de Seguridad de Papúa Nueva Guinea 2019 a la excelencia en el logro individual[10]
- Dedicación del sistema de cable del Mar de Coral, diciembre de 2019[11]
- 2019 Premios Westpac a las mujeres destacadas - Premio IBBM a las jóvenes triunfadoras[12]